# Funebrák
Český film Funebrák je film z roku 1932 v režii Karla Lamače, v němž hlavní roli ztvárnil Vlasta Burian.

## Děj
Zaměstnanec pohřebního ústavu Lux - Vendelín Pleticha (Vlasta Burian) nejdříve urazí v rychložehlírně záhadného pána (Theodor Pištěk) a ještě řekne, že je rád, že nejel vlakem, který se srazil s druhým u Vrňan. Poté zavolá z telefonní budky svému šéfovi (Viktor Nejedlý) a ten mu řekne, aby zašel k vdově Plicové a vše zařídil, nevyslechl však co má zařídit, vyrušil ho otec svedené dívky (Jaroslav Marvan), ten musí volat otci. Pleticha měl koupit svatební dar, protože neteř Plicové se vdává, on si myslí, že tam je pohřeb. A tak tam jede a splete si švagry Plicové (Josef Rovenský a Václav Menger) s nebožtíky. Nakonec se vše vysvětlí, nevěsta Anna Plicová (Růžena Šlemrová) si vezme svého milého šoféra (Jan Sviták) místo svého pravého ženicha (Čeněk Šlégl), toho si odvedl právě otec dívky, kterou svedl. Na hostině Pleticha předvede téměř čtrnáct minut dlouhé kabaretní pásmo „Jak různí národové dělají zvyky a obyčeje o svatbě“. Pak se dozví od švagra Boleslava Hnipírda, že prodělal srážku vlaků v Vrňan a proto ho napadne, že půjde vymáhat odškodné místo něho, ale peníze si nechá. A tak si obvázal nohu, vzal si berle – košťata a šel na ředitelství drah a tam se setkal s paní Rozmarovou (Lída Baarová). Pak jde do kanceláře kde má pěkně dlouhý monolog s ustrašeným úředníkem (Martin Frič) a inspektorem Jahnem (Jan Richter). Místo bolestného ho však čeká pokuta, kterou nevědomky zaplatí pravý Hnipírdo. Pletichovi se to nelíbilo a tak si chtěl stěžovat vrchnímu železničnímu radovi Klapkovi – je to ale ten pán, kterého na začátku urazil a kterému řekl, že u srážky nebyl. A tak ho rada vyhodil a Pleticha utekl…

## Poznámka
V tomto dvanáctém filmu Vlasty Buriana jsou vlastně dva příběhy, které jsou k sobě spojené velmi vratkým můstkem. Zde také je vidět jaký asi byl na divadelním jevišti a to díky kabaretnímu pásmu na hostině a také díky rozhovorům s úředníkem a s inspektorem na ředitelství drah. Film byl vyroben za pouhých šest dnů (celý byl natočen v ateliéru).

## Obsazení
| Vlasta Burian        | zaměstnanec pohřebního ústavu Pleticha        |
| Josef Rovenský       | dědeček Boleslav Hnipírdo, švagr paní Plicové |
| Theodor Pištěk       | vrchní železniční rada Klapka                 |
| Růžena Šlemrová      | nevěsta Anna Plicová                          |
| Betty Kysilková      | teta Františka Plicová                        |
| Jan Sviták           | řidič Franz, milenec Anny Plicové             |
| Čeněk Šlégl          | ženich Anny Plicové                           |
| Lída Baarová         | Rozmarová                                     |
| Martin Frič          | kancelista na inspektorátu drah               |
| Milka Balek-Brodská  | švagrová paní Plicové                         |
| Vladimír Beztahovský | Ládíček, syn švagrové                         |
| Jan Richter          | inspektor drah Jahn                           |
| Jarmila Svatá        | družička na svatbě                            |
| Jan W. Speerger      | právník, Hnipírdův synovec                    |
| Viktor Nejedlý       | majitel pohřebního ústavu Lux                 |
| Jaroslav Marvan      | otec svedené dcery                            |
| Emil Dlesk           | otec dívky svedené ve vlaku                   |
| Václav Menger        | švagr paní Plicové                            |
| Antonín Jirsa        | švagr paní Plicové Jarda                      |
| Mario Karas          | host na svatbě                                |
| Jindřich Edl         | host na svatbě                                |
| Karel Němec          | strážník                                      |
| Dalibor Pták         | klavírista na svatbě                          |
| Alfred Baštýř        | raněný po srážce vlaků                        |
| Ferry Seidl          | pokladník na inspektorátu drah                |
| Ladislav Kolda       | likvidátor na inspektorátu drah               |
| Ladislav Hemmer      | muž v čekárně inspektorátu drah               |
| Karel Postranecký    | muž v čekárně inspektorátu drah               |

## Autorský tým
- Námět: Vlasta Burian, Jiří Dréman (hra „Srážka vlaků“), Emil Artur Longen (hra „Už mou milou“),
- Scénář: Václav Wasserman
- Režie: Karel Lamač
- Kamera: Otto Heller, Jan Stallich
- Hudba: Eman Fiala
- Výroba: Elektafilm

## Technické údaje
- Rok výroby: 1932
- Premiéra: 10. června 1932
- Zvuk: zvukový
- Barva: černobílý
- Délka: 88 minut
- Druh filmu: komedie
- Země původu: Československo
- Jazyk: český
- Natočeno: v ateliéru
- Společnost:ELEKTAFILM
- Studio AB Barrandov